# Micromitrium wrightii
Micromitrium wrightii là một loài rêu trong họ Ephemeraceae. Loài này được Müll. Hal. Crosby mô tả khoa học đầu tiên năm 1968.